# Briefwechsel zwischen Seneca und Paulus

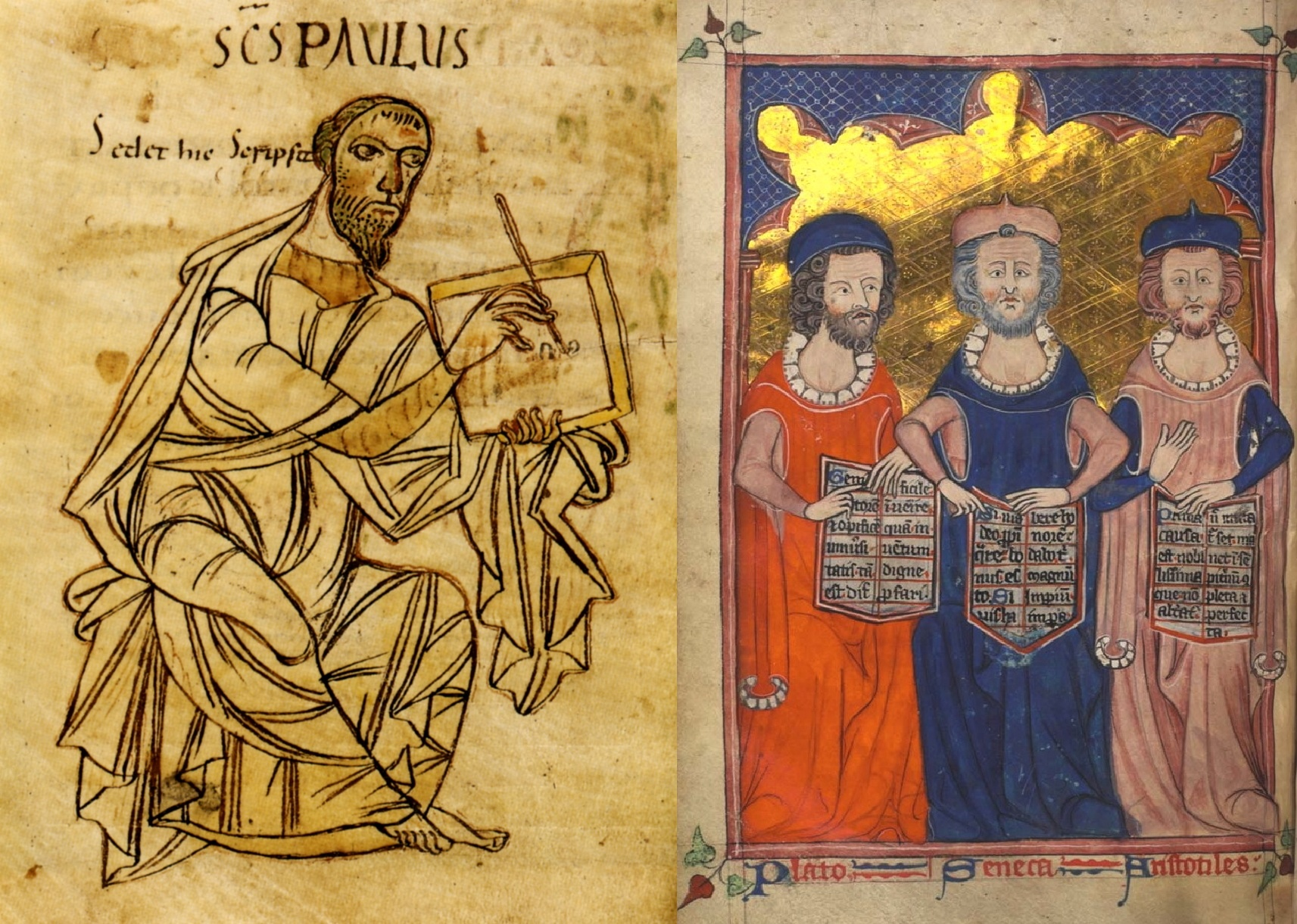
Links: Briefschreibender Apostel Paulus (9. Jahrhundert), rechts: Seneca zwischen den berühmten griechischen Philosophen Platon und Aristoteles (14. Jahrhundert)

Der Briefwechsel zwischen Seneca und Paulus umfasst 14 erfundene, pseudepigraphische Briefe des römischen Philosophen und Dichters Seneca und des Apostels Paulus. Die acht Schreiben unter Senecas Namen und sechs unter dem Namen des Apostels sollen die Freundschaft zwischen den beiden Autoren belegen. Der Briefwechsel stammt aus dem 4. Jahrhundert, wurde aber jahrhundertelang als echt angesehen, bis zu Beginn des 15. Jahrhunderts von humanistischen Philologen Zweifel geäußert wurden (Lorenzo Valla, Celio Secondo Curione, Justus Lipsius). Erasmus von Rotterdam versetzte der Fiktion mit seiner Kritik und dank seiner Autorität den Todesstoß. Die Korrespondenz ist in stilistisch bescheidenem, nachklassischem Latein verfasst und inhaltlich als dürftig zu bezeichnen.

## Verfasser, Datierung, Stil
Der Briefwechsel wurde von einem unbekannten Autor im 4. Jahrhundert, vor 392/93, also vor seiner Erwähnung bei Hieronymus, angefertigt. Wahrscheinlich wurde er nach 325 geschrieben, was man aus dem Schweigen des Kirchenvaters und Seneca-Liebhabers Lactantius zu diesem Briefwechsel schließen kann.
Erasmus urteilte nach Anführung einiger Gründe über diese schlecht gemachte „Fälschung“: „Schamlose Narretei ist es, Seneca so reden zu lassen, Gotteslästerung ist es, Paulus so reden zu lassen.“ Der Philologe und Theologe Alfons Fürst kommt 2006 zu einem vergleichbaren Schluss: „Sprache und Stil sämtlicher Briefe bewegen sich auf einem erbärmlichen Niveau.“ Die Unbeholfenheit des Verfassers zeige sich in fehlerhaften Bezügen und inhaltlichen Unstimmigkeiten.

## Inhalt
Der Briefwechsel enthält nur Spuren senecanischer Philosophie und paulinischer Theologie. Alfons Fürst bezeichnet den Briefwechsel als „ausgesprochen nichtssagenden Text“. Schon Erasmus beklagte sich über „die Dürre und Albernheit der Gedanken.“
- Brief I (Seneca): Bericht über ein zufälliges Zusammentreffens Senecas und Lucilius’ mit einigen Christen in den Gärten des Sallust, wo die Lesung eines Paulusbriefes stattgefunden habe. Lob dieses Briefes wegen seiner „wunderbaren Anleitung zu einer moralisch einwandfreien Lebensführung“ und des wohl göttlichen Ursprungs der Gedanken
- Brief II (Paulus): Ehrbezeugungen und Bezeugung der Verbundenheit
- Brief III (Seneca): Benachrichtigung über den Plan, einige kürzlich von Seneca verfasste Schriften dem Kaiser (Nero) vorzutragen, eventuell in der Gegenwart des Paulus, ansonsten aber nur, nachdem Paulus sie mit dem Freund zusammen durchgesehen und besprochen habe
- Brief IV (Paulus): Bezeugung inniger freundschaftlicher Verbundenheit
- Brief V (Seneca): Sorgen wegen Paulus’ längeren Fernbleibens, vermuteter Grund: dessen Angst vor der Empörung der Kaiserin (Poppaea Sabina) wegen seiner Bekehrung zum christlichen Glauben
- Brief VI (Paulus): Beschreibung und Begründung des vorsichtigen missionarischen Vorgehens, Gedankenaustausch über den Glauben und die Haltung des Kaiserpaares solle nicht schriftlich erfolgen
- Brief VII (Seneca): Lob der Paulusbriefe an die Galater und Korinther, deren Lektüre „mir gut getan hat“; da der Heilige Geist aus Paulus spreche, solle er auch die sprachliche Form entsprechend pflegen. Nero sei von den Gedanken des Paulus beeindruckt und erstaunt, „wie einer, der die reguläre Schulbildung nicht besitzt, solche Gedanken haben könne. Ich gab ihm zur Antwort, die Götter pflegten durch den Mund einfacher Leute zu sprechen...“
- Brief VIII (Paulus): Kritik an der Weitergabe seiner Gedanken bzw. Briefe am Hof; Bitte, dies künftig zu unterlassen: „Man muss sich nämlich hüten..., den Groll der Kaiserin zu erregen...“
- Brief IX (Seneca): Beantwortung der Kritik (Seneca lenkt ein). Zusendung eines Buches „Über den reichen Wortschatz“ (vgl. Brief VII, Ermahnung zur Pflege eines besseren Stils)
- Brief X (Paulus): Eingeständnis des „schwerwiegenden Fehlers“ (gravis res), den eigenen Namen [wie allgemein üblich] an zweiter Stelle des Briefes anstatt ganz am Schluss zu nennen (ohne dies aber im Brief zu korrigieren!)
- Brief XI (Seneca): Ausdruck der Trauer über die Verachtung, Verleumdung und Verfolgung der Christen, Aufruf zum gleichmütigen Ertragen schlechter Herrscher, die die göttliche Strafe zu tragen haben werden. Die Brände in Rom wurden von den Herrschenden verursacht, nicht von Christen oder Juden, die dafür bestraft werden. Der Brand (64 n. Chr.) habe innert sechs Tagen 132 Paläste und 4.000 Wohnhäuser vernichtet.
- Brief XII (Seneca): Ehrbezeugungen, Bezeugung inniger freundschaftlicher Verbundenheit. Paulus solle – zumal als römischer Bürger – seinen Namen getrost an den Anfang der Briefe stellen (vgl. Brief X).
- Brief XIII (Seneca): Ermahnung zur Verbesserung des sprachlichen Ausdrucks, Paulus solle auf „korrektes Latein“ achten (vgl. Brief VII)
- Brief XIV (Paulus): In Senecas Gedanken seien „Dinge offenbart worden, die die Gottheit (nur) wenigen gewährt hat.“ Ausdruck der Hoffnung, dass Seneca ein fruchtbarer Boden sei und am kaiserlichen Hof dereinst „zu einem neuen Verkünder Christi Jesu“ werde. Das Wort Gottes als Leben spendendes Gut, das „einen neuen Menschen zeugt“, der zu Gott strebt.

Die Abfolge der letzten vier Briefe ist unsicher. Folgt man ihrer eigenen Datierung, wird die inhaltliche Logik (Äußerung und Antwort) gestört.

## Primärfunktion der Fiktion
Zwei Thesen wurden und werden vertreten:
1. Seneca als Christen erweisen
Nach Erasmus wollte der unbekannte Verfasser Seneca als Christ hinstellen (Brief 2092; 1515). Diese These tauchte schon im 14. Jahrhundert mehrfach auf; sie lässt sich aber durch die Texte nicht stützen. Vielmehr unterscheidet der Autor zwischen „deiner Lebensform“ (Brief I) und „meiner Religion“ (Brief X); er lässt Seneca von den Christen reden, ohne sich einzuschließen, indem er von „eurer Unschuld“, „euch“ und „ihr“ spricht (Brief XI).
2. Die Freundschaft von Seneca und Paulus dokumentieren
In den Briefen reden sich die beiden des Öftern mit „liebster Seneca“ bzw. „liebster Paulus“ an (Ave, mi Paule carissime, Brief XII) oder auch mit dem freundschaftlichen „Bruder“. Die Briefpartner machen sich gegenseitig höflich Komplimente, drücken ihre Wertschätzung aus, entschuldigen sich für verzögertes Beantworten von Briefen, zum Teil mit Hinweis auf das Fehlen eines geeigneten Briefboten (Briefe II, VI), und sie drücken ihre Sehnsucht aus, beisammen sein zu können (Briefe I, III, IV, V). Damit folgen sie den Spielregeln solcher spätantiker Korrespondenzen.

## Absicht der Fiktion
Zur Diskussion stehen drei Absichten für die Anfertigung der fiktiven Freundschafts-Korrespondenz:
1. Weit verbreitet ist die auf Theodor Zahn und Adolf von Harnack zurückgehende These, Paulus und seine Schriften bzw. die Bibel allgemein sollten gebildeten Neubekehrten zur Lektüre empfohlen werden. – Dagegen spricht aber, dass Senecas Ansehen im 4. Jahrhundert auf einen Tiefpunkt gesunken war und seine Philosophie keine Rolle mehr spielte.
2. Die Gegenthese lautet: Paulus sollte diskreditiert werden, indem man ihn mit Seneca sowie dem Christenverfolger Nero und dessen berüchtigten Frau Poppaea Sabina in Verbindung brachte (E. Westerburg, 1881). – Dagegen spricht, dass der Briefwechsel dazu in zwei Gruppen aufgeteilt werden muss. Diese These fand keine Nachfolger.
3. Die Werke Senecas sollten christlichen Lesern empfohlen werden.
Diese Annahme berücksichtigt den ganzen Briefwechsel. Dazu passt auch die Aussage im letzten Brief (XIV), wo Seneca bezeugt wird, ihm seien von Gott seltene Offenbarungen zuteilgeworden und er sei „schon fast“ (propemodum) zur göttlichen Weisheit gelangt. Der Briefwechsel wurde vielen Seneca-Ausgaben des Mittelalters vorangestellt, wonach er also zumindest in späterer Zeit eine Leseempfehlung darstellte. Lediglich die schlechte Qualität des Briefwechsels wirft die Frage auf, ob er das nach Absicht des Autors leisten sollte.

## Wirkungsgeschichte
Die Kirchenväter Tertullian, Laktanz und Hieronymus brachten Seneca große Wertschätzung entgegen. Da Hieronymus den Briefwechsel kannte und anscheinend von der Freundschaft mit Paulus beeindruckt war, nahm er den heidnischen Philosophen sogar in sein Verzeichnis der Heiligen auf (De viris illustribus 12). Augustinus kannte die Briefe ebenfalls und konnte Seneca zustimmend zitieren mit Verweis auf ebendiesen Kontakt mit dem Apostel (Epistula 153,14; 413/14 n. Chr.). Damit war für die nachfolgenden Jahrhunderte die enge Beziehung Senecas zu Paulus und seine Nähe zum Christentum erwiesen.
Der Briefwechsel war fester Bestandteil in der Überlieferung der Werke Senecas ab dem 9. Jahrhundert. Er wurde aber auch gesondert oder mit anderen Schriften zusammen herausgegeben, zum Beispiel um 795 von Alkuin, dem Berater Karls des Großen. Senecas Philosophie wurde in die Nähe des Christentums gerückt (Ergebung in den göttlichen Willen, Gewissenserforschung und Mitmenschlichkeit). Auch den Schweizer Reformatoren Zwingli und Calvin galt Seneca noch als Autorität.
In jüngerer Zeit ging der exzentrische Tübinger Althistoriker und Theologe Helmut Waldmann (* 1935) von der Echtheit des Briefwechsels aus und nutzte ihn als Stütze für seine These einer jüdischen Herkunft der Kaiserin Poppaea Sabina, die er für ein früh zum Christentum konvertiertes Mitglied der Königsdynastie Davids hält.

### Textausgaben
- Franz Xaver Kraus: Der Briefwechsel Pauli mit Seneca. Ein Beitrag zur Apokryphen-Litteratur. In: Theologische Quartalschrift. Nummer 49, 1867, S. 603–624 (Digitalisat).
- Der apokryphe Briefwechsel zwischen Seneca und Paulus. Zusammen mit dem Brief des Mordechai an Alexander und dem Brief des Annaeus Seneca über Hochmut und Götterbilder eingeleitet, übersetzt und mit interpretierenden Essays versehen von Alfons Fürst, Therese Fuhrer, Folker Siegert und Peter Walter (= Scripta Antiquitatis Posterioris ad Ethicam Religionemque pertinentia. Band 11). Mohr Siebeck, Tübingen 2006, ISBN 3-16-149130-0 (PDF im Open Access).

### Sekundärliteratur
- Robert McLachlan Wilson: Art. Apokryphen II. In: Theologische Realenzyklopädie. Band 3, 1978, S. 349.
- Alfons Fürst: Pseudepigraphie und Apostolizität im apokryphen Briefwechsel zwischen Seneca und Paulus. In: Jahrbuch für Antike und Christentum. Band 41, 1998, S. 77–117.